# Sungai Tutong
Sungai Tutong är ett vattendrag i Brunei. Det ligger i den norra delen av landet. Floden mynnar i havet.
I omgivningarna runt Sungai Tutong växer i huvudsak städsegrön lövskog. Tropiskt regnskogsklimat råder i trakten.